# J. F. Ziegler KG Druckerei und Verlag
Die J.F. Ziegler KG Druckerei und Verlag war ein Verlag in Remscheid, vor allem den Remscheider General-Anzeiger (RGA) herausgab. 2011 übernahm der Verlag des Solinger Tageblatts, das Medienhaus B. Boll, alle Titel- und Verlagsrechte seiner Zeitungen.

## Geschäftsbereiche

### Zeitungsverlag
Die J. F. Ziegler KG betrieb 1993 eine Hauptredaktion des RGA in Remscheid, wobei der Mantel in Kooperation mit der Arbeitsgemeinschaft Bergischer Zeitungen entstand, und drei Bezirksredaktionen. Es gab drei Vertriebsstellen sowie Anzeigen- und Verwaltungsabteilungen.
Der Verlag betrieb auch Anzeigenblätter im Verbreitungsgebiet des General-Anzeigers. Er übernahm das RS-Anzeigenblatt, das von einem ehemaligen Anzeigenleiter des Verlags gegründet worden war. Ab 1972 hieß es Bergischer Anzeiger, ab 1986 Bergisches Wochenende. Sie erschien wöchentlich am Samstag in einer Auflage von ca. 100.000 Exemplaren. Außerdem gab es den Heimatanzeiger, der in Radevormwald verteilt wurde, und an dem der Verlag die Mehrheitsbeteiligung hielt.

### RGA-Buchverlag
Der Verlags- und Druckereihaus J.F. Ziegler KG konzentrierte sich auf die Heimatliteratur des Bergischen Landes. Daneben gab der RGA-Buchverlag verschiedene Verzeichnisse (wie Adress- und Telefonbücher) und Periodika heraus, sowie Wanderkarten.

### Technischer Betrieb
Der Remscheider General-Anzeiger wurde schon früh mit Setzmaschinen hergestellt, ab 1893 dann mit einer Rotationspresse. 1991 weihte der Verlag ein neues Druckzentrum für die Zeitungsherstellung im Industriegebiet Ueberfeld ein, das über eine moderne Offset-Rotation verfügte. Die Zeitungsdruckerei in Überfeld wurde zum 31. Dezember 2011 geschlossen.
Eine über viele Jahre betriebene eigene Akzidenzdruckerei wurde im Jahr 2004 liquidiert.

### Handel
Der Verlag betrieb 1993 auch drei Buchhandlungen, einen EDV-Handel sowie ein Reisebüro.